# Kaufland
Kaufland је немачки ланац хипермаркета и део Schwarz Gruppe под којом послује Kauflandи Lidl. Прва продавница је отворена 1984. године у Некарсулму, а убрзо се проширио и постао главни малопродајни ланац у некадашњој Источној Немачкој. Данас има преко 1.400 продавница у Немачкој, Чешкој, Словачкој, Пољској, Румунији, Бугарској, Хрватској и Молдавији.

## Пословање
| Држава    | Број |
| --------- | ---- |
| Немачка   | 700+ |
| Пољска    | 238  |
| Румунија  | 167  |
| Чешка     | 140  |
| Словачка  | 75   |
| Бугарска  | 63   |
| Хрватска  | 45   |
| Молдавија | 9    |

## Галерија
-Kaufland у Бад Зегебергу (Немачка)
-Kaufland у Томашов Мазовјецкију (Пољска)
-Kaufland у Литвинову (Чешка)
-Kaufland у Кошицама (Словачка)
-Kaufland у Софији (Бугарска)
-Kaufland у Загребу (Хрватска)